# Utagawa Toyoharu

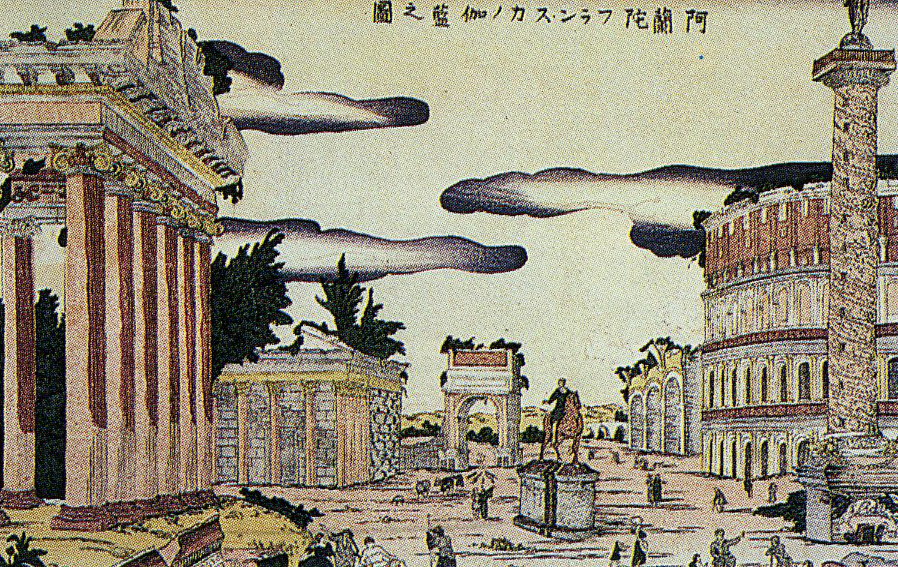
Representación de Roma, de Toyoharu, colección privada.

Utagawa Toyoharu (1735-1814) fue un pintor japonés, fundador de la escuela Utagawa. Estudió en Kioto con Tsuruzawa Tangei, un pintor de la escuela Kanō, antess de trasladarse a Edo en 1760. Allí continuó sus estudios con Toriyama Sekien. Sus primeros grabados seguían el estilo de Suzuki Harunobu, pero con un aire más tierno y grácil. Toyoharu  introdujo el paisajismo dentro del género ukiyo-e, aplicando la perspectiva occidental (llamada uki-e en japonés) al paisaje japonés. Su principal fuente de información sobre la perspectiva fueron los grabados de vedutistas venecianos como Canaletto y Guardi. También reprodujo vistas de Venecia y Roma en xilografías a todo color. Desde 1799 se dedicó en exclusiva a diseñar carteles para el teatro. Discípulos suyos fueron Utagawa Toyohiro y Utagawa Toyokuni.